# Club Alpino Uzturre
El Club Alpino Uzturre se fundó en Tolosa en la asamblea que se celebró el 13 del diciembre de 1958. Unos 100 montañeros que habían sido socios del Tolosa CF fueron los promotores del nuevo club. Recogieron en total 300 firmas para crear la nueva asociación.

## Local
Empezó reuniéndose en la iglesia de los Corazonistas, en los locales de la Cordimariana, pero en 1962 adquirió el local que mantiene actualmente en la calle Gudari de Tolosa.

## Actividades

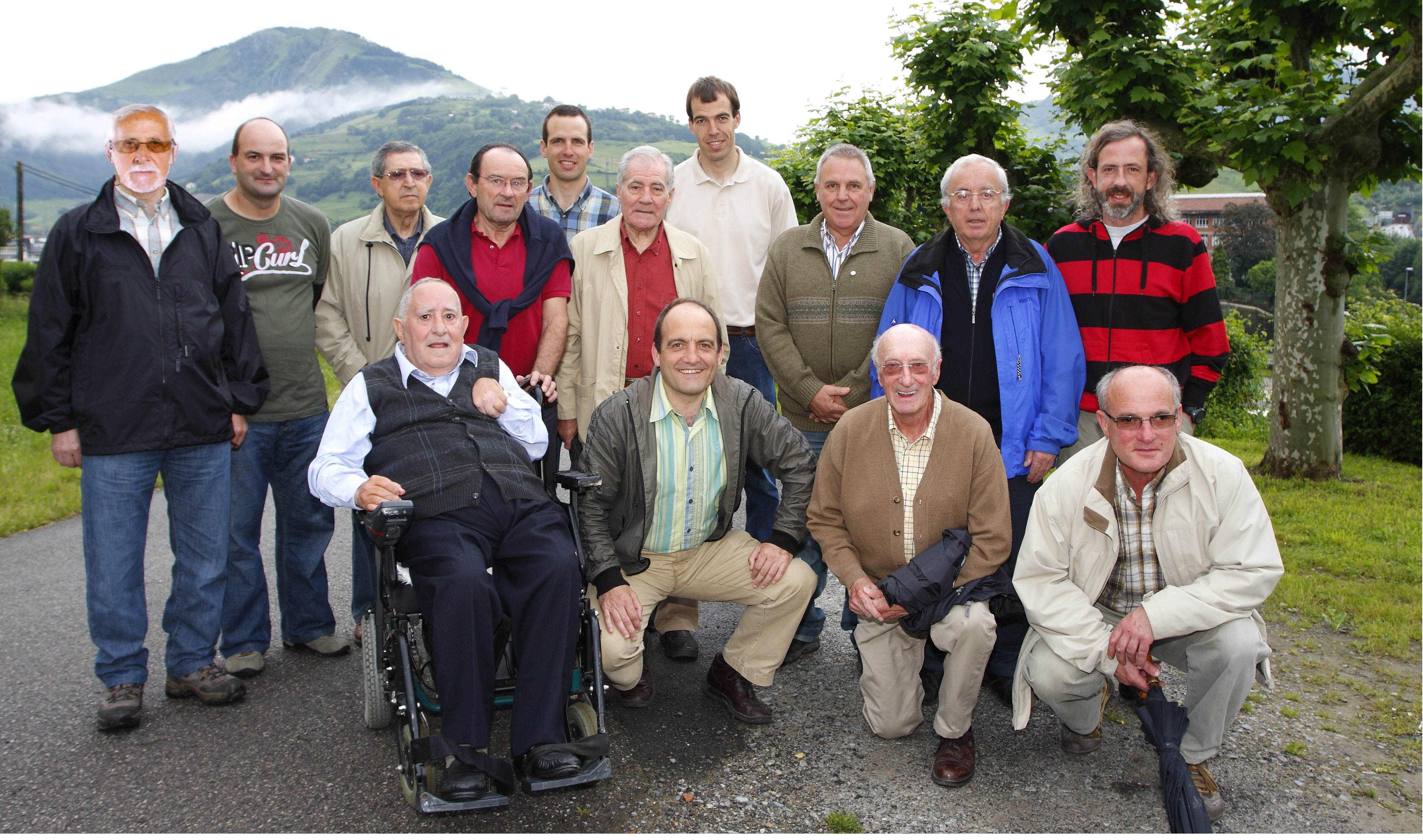
Presidentes del Club Alpino Uzturre a través de su historia, reunidos en su 50.º aniversario, en 2008.

La principal actividad del Club Alpino Uzturre ha sido la montaña. Cada mes del año organiza una salida dominical a montañas del País Vasco y en el verano, un fin de semana o varios días a los Pirineos. También organiza salidas especiales para niños.
También se dedica a otros deportes relacionados con naturaleza. El esquí de fondo ha tenido especial importancia desde su fundación. En una época organizaba autobuses, cursos y pruebas de esquí de fondo en Aralar. Durante su historia ha tenido un potente equipo de esquí, participando en pruebas del País Vasco, del estado y en pruebas internacionales. Como entrenamiento para la temporada de esquí, organiza todos los años una prueba de rolleski, la subida a Hernialde. Ha habido muchos esquiadores del Club que han destacado a nivel estatal, pero hay que destacar especialmente a Joseba Rojo y a su hermano Imanol Rojo, que ha llegado a participar en los Juegos Olímpicos de 2014 y 2018.
El Club también ha practicado la escalada, espeleología, micología, bicicleta de la montaña...  En escalada, además de conseguir cumbres importantes, hay que mencionar los accidentes mortales de dos socios: Ángel Etxedona en Etxauri en 1966 y Patxi Berrio (junto con Ramón Ortiz, del Oargi) en el  Naranco de Bulnes en 1969. Asimismo ha promovido conferencias, proyecciones y mesas redondas sobre temas relacionados con la naturaleza y la montaña.

## Expediciones destacadas
Varios socios del Club han participado en algunas expediciones al extranjero: Alpes (1974), Laponia en esquí (1974), Kenia (1978), Pico Comunismo (1982), Groenlandia en esquí (1988), Tamanrasset-Argelia en bicicleta (1990), Cerro Torre (1996), Nanga Parbat (2006)...

## 50 aniversario

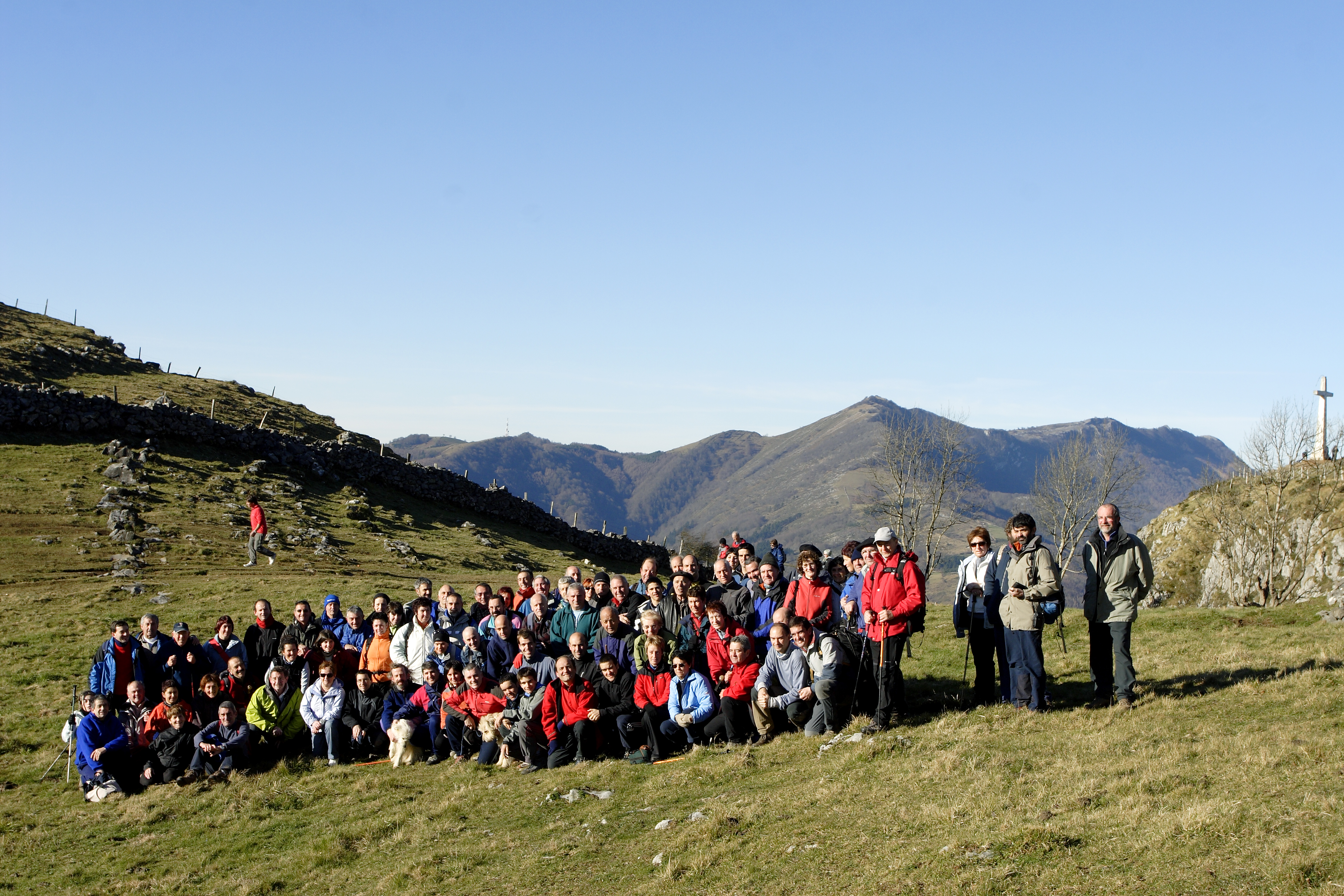
Los montañeros del Club en Uzturre el día de Año Nuevo de 2008, como inicio de los actos conmemorativos del 50 aniversario.

En 2008 el Club celebró el 50 aniversario con diversos actos  durante todo el año, además de los ordinarios. El día de Año Nuevo se reunió un grupo de montañeros en Uzturre, como comienzo de los actos del aniversario. En junio los socios del Alpino ascendieron a todas las cumbres puntuables de Gipuzkoa del catálogo de la Federación, como en 1971 y  1976. En agosto se realizó una salida de quince días a la cordillera del Atlas, en Marruecos. En octubre hubo una exposición de micología en la plaza Zarra, junto con la sociedad de ciencias Aranzadi, con las especies recogidas los días anteriores por los montañeros del Club, como se hacía antiguamente. En noviembre hubo una excursión de niños hacia Uzturre y Belabieta. Y en diciembre se presentó el libro "Uzturretik mundura" que recoge la historia del Club y se celebró la comida de socios hizo para finalizar con los actos del aniversario.